# Lijst van 3FM Megahits in 2000
Deze hits waren in 2000 3FM Megahit op Radio 3FM:
| Nr. | Week    | Artiest                             | Titel                                           | Hoogste positie in de Mega Top 100 |
| --- | ------- | ----------------------------------- | ----------------------------------------------- | ---------------------------------- |
| 356 | Week 1  | Mary J. Blige                       | Deep inside                                     | 81                                 |
| 357 | Week 2  | Junkie XL                           | Love like razorblade                            | 71                                 |
| 358 | Week 3  | Kelis                               | Caught out there                                | 4                                  |
| 359 | Week 4  | Artful Dodger & Craig David         | Re-rewind (The crowd say boo selecta)           | 4                                  |
| 360 | Week 5  | Methods of Mayhem, Tommy Lee & Tilo | Get naked                                       | 64                                 |
| 361 | Week 6  | Dilana Smith                        | Do you now                                      | 53                                 |
| 362 | Week 7  | Eels                                | Mr. E's beautiful blues                         | 85                                 |
| 363 | Week 8  | Moby                                | Natural blues                                   | 66                                 |
| 364 | Week 9  | Blink-182                           | All the small things                            | 39                                 |
| 365 | Week 10 | Sisqó                               | Thong Song                                      | 3                                  |
| 366 | Week 11 | Limp Bizkit & Method Man            | N 2gether now / Break stuff                     | 28                                 |
| 367 | Week 12 | D'Angelo                            | Untitled (How does it feel)                     | 78                                 |
| 368 | Week 13 | Racoon                              | Feel like flying                                | 69                                 |
| 369 | Week 14 | Janice Robinson                     | Nothing I would change                          | geen notering                      |
| 370 | Week 15 | Mary Mary                           | Shackles (Praise you)                           | 4                                  |
| 371 | Week 16 | Dilana Smith                        | To all planets                                  | 61                                 |
| 372 | Week 17 | N'n'G & Kallaghan                   | Right before my eyes                            | 75                                 |
| 373 | Week 18 | Sonique                             | It feels so good                                | 9                                  |
| 374 | Week 19 | HIM                                 | Join me                                         | 33                                 |
| 375 | Week 20 | Leningrad Cowboys                   | Happy being miserable                           | 65                                 |
| 376 | Week 21 | Maxim & Skin                        | Carmen queasy                                   | 28                                 |
| 377 | Week 22 | Osdorp Posse                        | Origineel Amsterdams                            | 10                                 |
| 378 | Week 23 | Moby                                | Porcelain                                       | 68                                 |
| 379 | Week 24 | Krezip                              | I would stay                                    | 2                                  |
| 380 | Week 25 | St Germain                          | Rose rouge                                      | 86                                 |
| 381 | Week 26 | Skik                                | Ik ga als 'n speer / De kat, de eend en de mens | 82                                 |
| 382 | Week 27 | Toploader                           | Dancing in the moonlight                        | 52                                 |
| 383 | Week 28 | Vals Licht                          | Het licht                                       | 76                                 |
| 384 | Week 29 | Nine Days                           | Absolutely (Story of a girl)                    | 75                                 |
| 385 | Week 30 | Kosheen                             | Hide U                                          | 5                                  |
| 386 | Week 31 | David Gray                          | Babylon                                         | 81                                 |
| 387 | Week 32 | Coldplay                            | Yellow                                          | 82                                 |
| 388 | Week 33 | Common                              | The light                                       | 83                                 |
| 389 | Week 34 | Wookie & Lain                       | Battle                                          | 81                                 |
| 390 | Week 35 | K's Choice                          | Almost happy                                    | 41                                 |
| 391 | Week 36 | Modjo                               | Lady (Hear me tonight)                          | 4                                  |
| 392 | Week 37 | Toploader                           | Achilles heel                                   | 80                                 |
| 393 | Week 38 | Badly Drawn Boy                     | Disilusion                                      | 83                                 |
| 394 | Week 39 | 3 Doors Down                        | Kryptonite                                      | 21                                 |
| 395 | Week 40 | Sugababes                           | Overload                                        | 20                                 |
| 396 | Week 41 | Eagle-Eye Cherry & Neneh Cherry     | Long way around                                 | 81                                 |
| 397 | Week 42 | Coldplay                            | Trouble                                         | 67                                 |
| 398 | Week 43 | Limp Bizkit                         | My generation                                   | 14                                 |
| 399 | Week 44 | Papa Roach                          | Last resort                                     | 32                                 |
| 400 | Week 45 | Creed                               | With arms wide open                             | 75                                 |
| 401 | Week 46 | Hairy Diamond                       | Givin' up                                       | geen notering                      |
| 402 | Week 47 | Eminem & Dido                       | Stan                                            | 3                                  |
| 403 | Week 48 | Wu-Tang Clan                        | Gravel pit                                      | 6                                  |
| 404 | Week 49 | Mirwais                             | Naïve song                                      | 83                                 |
| 405 | Week 50 | Phoenix                             | If I ever feel better                           | 67                                 |
| 406 | Week 51 | Racoon                              | Blue days                                       | 84                                 |
| -   | Week 52 | Geen 3FM Megahit                    | Geen 3FM Megahit                                | Geen 3FM Megahit                   |

1993 · 
1994 ·
1995 · 
1996 ·
1997 ·
1998 ·
1999 ·
2000 ·
2001 ·
2002 ·
2003 ·
2004 ·
2005 ·
2006 ·
2007 ·
2008 ·
2009 ·
2010 ·
2011 ·
2012 ·
2013 ·
2014 ·
2015 ·
2016 ·
2017 ·
2018 ·
2019 ·
2020 ·
2021 ·
2022 ·
2023 ·
2024 ·
2025